# Dźwięk metalu
Dźwięk metalu (ang. Sound of Metal) – amerykański dramat filmowy z 2019 roku w reżyserii Dariusa Mardera.

## Fabuła
Ruben i Lou są parą, którą łączy miłość do muzyki. On jest perkusistą, a ona piosenkarką. Razem z zespołem metalowym jeżdżą po kraju i koncertują. Niespodziewanie Ruben zaczyna tracić słuch. Jego ukochana za wszelką cenę próbuje mu pomóc. Muzyk trafia do grupy głuchoniemych prowadzonej przez weterana wojny w Wietnamie — ekscentrycznego Joe.

## Obsada
- Riz Ahmed jako Ruben
- Paul Raci jako Joe
- Olivia Cooke jako Lou
- Lauren Ridloff jako Diane
- Mathieu Amalric jako Richard Berger

## Produkcja
Zdjęcia kręcono w stanie Massachusetts (Danvers, Saugus, Boston) oraz w Antwerpii.

## Nagrody i nominacje

### Oscary2021
- nagroda w kategorii najlepszy dźwięk
- nagroda w kategorii najlepszy montaż
- nominacja w kategorii najlepszy film

- nominacja w kategorii najlepszy aktor pierwszoplanowy (Riz Ahmed)
- nominacja w kategorii najlepszy aktor drugoplanowy (Paul Raci)
- nominacja w kategorii najlepszy scenariusz oryginalny

### Złote Globy2021
- nominacja w kategorii najlepszy aktor w dramacie (Riz Ahmed)

### BAFTA2021
- nagroda w kategorii najlepszy montaż
- nagroda w kategorii najlepszy dźwięk
- nominacja w kategorii najlepszy aktor pierwszoplanowy (Riz Ahmed)
- nominacja w kategorii najlepszy aktor drugoplanowy (Paul Raci)[2]